# 창밖 투척

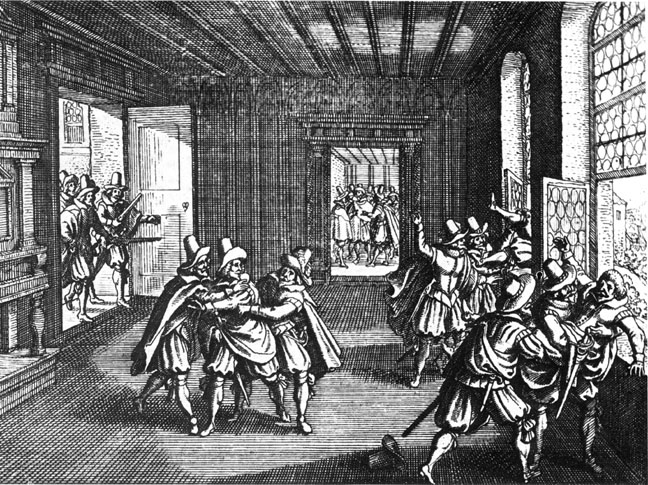
프라하 창밖 투척사건을 묘사한 삽화

창밖 투척(영어: defenestration)는 누군가를 창밖으로 밀어내거나 집어던져 죽음에 이르게 하는 행위를 말한다. 이를 뜻하는 영어단어 'defenestration'은 창을 뜻하는 라틴어 'fenestra'에 접두사 de-와 명사화 어미가 붙어서 생긴 말이다. 이 용어는 1618년 프라하 성에서 일어난 사건에서 유래한다. 창밖으로 집어던지기는 창문의 높이나 유리의 깨지는 방식에 따라 사람을 죽음에 이르게 할 수 있으나, 반드시 의도적인 살의 때문에 일어난다고 볼 수는 없다.